# Guion Bluford
ifj. Guion Stewart Guy Bluford dr. (Philadelphia, 1942. november 22. –) pilóta, amerikai űrhajós.

## Életpálya
A légierő pilótája. Repült óraszáma 4800. Polgári végzettsége repülőgépmérnök. 1978. január 16-án került a NASA kötelékébe, 1979-tőt részesült űrhajóskiképzésben. Négy űrmisszió tagjaként, küldetésfelelősként 28 napot 16 órát és 33 percet töltött a világűrben. Az első afroamerikai ember a világűrben. Az afrikai-kubai Arnaldo Tamayo Méndez után a második afrikai űrhajós. 1993. június 15-én a légierő ezredeseként vonult vissza a hadseregtől és az űrhajózástól.

## Űrrepülések
- STS–8 Challenger űrrepülőgép szolgálata volt az első éjjeli indítás és leszállás,
- STS–61–A Challenger űrrepülőgép feladatvégzése,
- STS–39 Discovery űrrepülőgép szolgálata,
- STS–53 Discovery űrrepülőgép kötelezettsége,